# Narodni park Kaziranga
Narodni park Kaziranga je narodni park v okrožjih Golaghat in Nagaon v zvezni državi Asam v Indiji. Park, ki gosti dve tretjini indijskih nosorogov na svetu, je na Unescovem seznamu svetovne dediščine. Glede na popis, ki je bil marca 2018 in so ga skupaj izvedli gozdarski oddelek vlade Asama in nekatere priznane nevladne organizacije za divje živali, je populacija nosorogov v narodnem parku Kaziranga 2613 osebkov. Vključuje 1641 odraslih nosorogov (642 samcev, 793 samic, 206 brez spola); 387 pododraslih (116 samcev, 149 samic, 122 nespolnih); in 385 mladičev.
Leta 2015 je populacija nosorogov znašala 2401. Narodni park Kaziranga je bil leta 2006 razglašen za rezervat tigrov. Park je dom velike populacije slonov, divjih vodnih bivolov (Bubalus arnee) in močvirskih jelenov (Rucervus duvaucelii). BirdLife International priznava Kazirango kot pomembno območje za ptice zaradi ohranjanja vrst. V primerjavi z drugimi zavarovanimi območji v Indiji je Kaziranga dosegel opazen uspeh pri ohranjanju divjih živali. Park, ki je na robu žarišča biotske raznovrstnosti vzhodne Himalaje, združuje visoko raznolikost vrst in prepoznavnost.
Kaziranga je obsežno območje visoke slonje trave, močvirja in gostih tropskih vlažnih širokolistnih gozdov, ki ga prečkajo štiri velike reke, vključno z Brahmaputro, in park vključuje številna majhna vodna telesa. Kaziranga je bil tema več knjig, pesmi in dokumentarnih filmov. Park je leta 2005 praznoval stoletnico ustanovitve leta 1905 kot gozdni rezervat.
Leta 2017 je bil Kaziranga deležen hudih kritik, potem ko je dokumentarni film BBC News razkril trdolinično strategijo za ohranjanje, poročajoč o ubijanju 20 ljudi na leto v imenu ohranjanja nosorogov. Kot posledica tega poročanja so BBC News za 5 let prepovedali snemanje na zaščitenih območjih v Indiji. Medtem ko je več novinarskih poročil trdilo, da se je BBC opravičil za dokumentarec, je BBC ostal pri svojem poročilu, njegov generalni direktor Tony Hall pa je v pismu Survival International zapisal, da pismo »nikakor ne predstavlja opravičila za naše novinarstvo«. Kot odgovor na poročilo so raziskovalci v Indiji zagotovili bolj niansirano razumevanje zadeve in BBC obsodili na malomarnost njegovega novinarstva, hkrati pa opozorili na težave ohranjanja v Kazirangi in se spraševali ali je streljanje na slepo sploh koristna strategija ohranjanja.

## Zgodovina
Zgodovina Kaziranga kot zavarovanega območja sega v leto 1904, ko je območje obiskala Mary Curzon, baronica Curzon iz Kedlestona, žena indijskega podkralja, lorda Curzona iz Kedlestona. Potem ko ni uspela videti enorogega nosoroga, po katerem je bilo območje znano, je prepričala svojega moža, naj sprejme nujne ukrepe za zaščito vse manj vrst, kar je tudi storil tako, da je začel načrtovati njihovo zaščito. 1. junija 1905 je bil ustanovljen predlagani gozdni rezervat Kaziranga s površino 232 km².
V naslednjih treh letih se je območje parka razširilo za 152 km² do bregov reke Brahmaputre.
Leta 1916 so ga preimenovali v Zavetišče za divjad Kaziranga in je tako ostalo do leta 1938, ko je bil lov prepovedan in je bil obiskovalcem dovoljen vstop v park. Leta 1934 se je Kaziranga spremenil v Kaziranha. Nekaj ljudi ga še danes imenuje po izvirnem imenu.
Zavetišče za divjad Kaziranga je leta 1950 preimenoval v Zavetišče za divje živali Kaziranga P. D. Stracey, varuh gozdov, da bi ime odstranil lovske konotacije.
Leta 1954 je vlada Asama sprejela zakon Asamu (Rhinoceros) Bill, ki je uvedel visoke kazni za divji lov na nosoroge. Štirinajst let kasneje, leta 1968, je vlada zvezne države sprejela zakon o narodnem parku Asam, s katerim je Kaziranga razglasil za narodni park. 430 km² parka je centralna vlada podelila uradni status 11. februarja 1974. Leta 1985 je UNESCO razglasil Kazirango za svetovno dediščino zaradi njegovega edinstvenega naravnega okolja.
Kaziranga je bil v zadnjih desetletjih tarča več naravnih nesreč in škode, ki jih je povzročil človek. Poplave, ki jih je povzročilo prelivanje reke Brahmaputra, so povzročile znatne izgube živalskega sveta. Posegi ljudi vzdolž obrobja so prav tako privedli do zmanjšane gozdne pokritosti in izgube življenjskega prostora. Stalno separatistično gibanje v Asamu, ki ga vodi Združena osvobodilna fronta Asama (ULFA), je ohromilo gospodarstvo regije, toda na Kazirango gibanje nima vpliva; dejansko so od 1980-ih poročali o primerih upornikov iz Združene osvobodilne fronte Asama, ki so ščitili živali in v skrajnih primerih ubijali divje lovce.

## Etimologija
Čeprav etimologija imena Kaziranga ni gotova, obstaja več možnih razlag, ki izhajajo iz lokalnih legend in zapisov. Po eni legendi sta se dekle po imenu Ravnga iz bližnje vasi in mladenič po imenu Kazi iz Karbi Anglonga zaljubila. Ta ljubezen ni bila sprejemljiva za njune družine in par je izginil v gozdu, da ju nikoli več niso videli, in gozd je bil poimenovan po njiju. Po drugi legendi je Srimanta Sankardeva, vaisnavski svetnik in učenjak iz 16. stoletja, nekoč blagoslovil par brez otrok, Kazi in Rangai in ju prosil, naj izkopljeta velik ribnik v regiji, da bi njuno ime živelo naprej.
Pričevanje o dolgi zgodovini imena je mogoče najti v nekaterih zapisih, ki navajajo, da je bil nekoč, ko je kralj Ahoma Pratap Singha v 17. stoletju potoval mimo regije, nanj naredil poseben vtis okus ribe in na vprašanje od kod je, dobil odgovor, da prihaja iz Kaziranga. Kaziranga bi lahko pomenilo tudi »Dežela rdečih koz (jelenov)«, saj beseda Kazi v jeziku Karbi pomeni »koza«, Rangai pa »rdeč«.
Nekateri zgodovinarji pa verjamejo, da je ime Kaziranga izpeljano iz karbijske besede Kadžir-a-rong, kar pomeni »vas Kadžir« (kadiror gaon). Pri Karbijih je Kadžir običajno ime za deklico in veljalo je, da je ženska po imenu Kadžir nekoč vladala temu območju. Zdi se, da fragmenti monolitov, povezanih s Karbijevo vladavino, najdeni raztreseni na tem območju, pričajo o tej trditvi.
- Travišče NP Kaziranga
- Nosorogi se pasejo na travnikih Kaziranga

## Geografija
Kaziranga leži med 26°30' S in 26°45' S ter 93°08' V do 93°36' V znotraj treh okrožij v indijski zvezni državi Asam – pododdelek Kaliabor v okrožju Nagaon, pododdelek Bokajan v Karbi Anglong in pododdelek Bokakhat okrožja Golaghat.
Park je dolg približno 40 km od vzhoda proti zahodu in 13 km v širino od severa proti jugu. Kaziranga pokriva površino 378 km², s približno 51,14 km² izgubljenih zaradi erozije v zadnjih letih. Skupaj 429 km² vzdolž sedanje meje parka je bilo narejenih in označenih s statusom ločenega narodnega parka, da se zagotovi razširjen habitat za povečanje populacije divjih živali ali kot koridor za varno premikanje živali v Karbi Anglong Hills. Nadmorska višina se giblje od 40 m do 80 m. Območje parka je omejeno z reko Brahmaputra, ki tvori severno in vzhodno mejo, in Mora Diphlu, ki tvori južno mejo. Drugi pomembni reki v parku sta Diphlu in Mora Dhansiri. :p.05
Kaziranga ima ravna prostranstva rodovitne, aluvialne prsti, ki je nastala zaradi erozije in odlaganja mulja s strani reke Brahmaputre. Pokrajino sestavljajo izpostavljeni peščeni kleči, rečna poplavna jezera, znana kot bheels (ki predstavljajo 5 % površina), in dvignjena območja, znana kot čapories, ki zagotavljajo zatočišče živalim med poplavami. Veliko umetnih čaporjev je bilo zgrajenih s pomočjo indijske vojske, da bi zagotovili varnost živali. Kaziranga je eno največjih območij zaščitenih zemljišč v podhimalajskem pasu in je zaradi prisotnosti zelo raznolikih in vidnih vrst opisano kot »vroča točka biotske raznovrstnosti«. Park leži v indomalajskem kraljestvu, prevladujoče ekoregije v regiji pa so polzimzeleni gozdovi v dolini Brahmaputre iz bioma tropskih in subtropskih vlažnih širokolistnih gozdov ter pogosto poplavljena savana Tarai-Duar in travišča tropskih in subtropskih travnikov, biom savan in grmičevja. Kaziranga je obkrožena tudi z bujnimi nasadi zelenega čaja, ki večinoma močno prispevajo h gospodarstvu Asama.

## Podnebje
Park doživlja tri letne čase: poletje, monsun in zimo. Zimska sezona med novembrom in februarjem je mila in suha, s povprečno najvišjo temperaturo 25 °C in najnižjo 5 °C. V tej sezoni se vodni kanali izsušijo.:p.06 Poletna sezona med marcem in majem je vroča, s temperaturami do 37 °C. V tej sezoni so živali običajno najdeno v bližini vodnih teles.  Sezona deževnega monsuna traja od junija do septembra in je odgovorna za večino letnih padavin v Kazirangi, ki znašajo 2220 mm. V konicah mesecev julija in avgusta so tri četrtine zahodnega dela parka potopljene zaradi naraščajoče gladine vode Brahmaputre. Ugotovljeno je bilo, da je bilo 70 % narodnega parka poplavljenega 3. avgusta 2016. Poplave povzročijo, da se večina živali preseli v dvignjena in gozdnata območja zunaj južne meje parka, kot je hribovje Mikir. 540 živali, vključno s 13 nosorogi in večinoma prašiči, je poginilo v poplavah brez primere leta 2012. Vendar pa občasna sušna obdobja povzročajo tudi težave, kot so pomanjkanje hrane in občasni gozdni požari.

## Živalstvo
Kaziranga vsebuje pomembne populacije 35 vrst sesalcev, od katerih jih je 15 ogroženih glede na Rdeči seznam IUCN. Park ima posebnost, da je dom največje svetovne populacije indijskih nosorogov (2401 osebkov), divjih vodnih bivolov (1666 osebkov) in močvirskih jelenov (468 osbkov). Pomembne populacije velikih rastlinojedih živali vključujejo indijske slone (1940 osebkov), gaur (1300 osebkov) in zambar (58 osebkov). Majhne rastlinojede živali so čital, indijski muntjak, indijski merjasec  (Sus scrofa cristatus) in indijski jelen. Kaziranga ima največjo populacijo divjih vodnih bivolov kjerkoli, saj predstavlja približno 57 % svetovne populacije. Indijski nosorog, kraljevi bengalski tiger, azijski slon, divji vodni bivol in močvirski jelen so skupaj znani kot velikih pet iz Kazirange.
Kaziranga je eno redkih divjih območij razmnoževanja več vrst velikih mačk zunaj Afrike, kot so bengalski tigri in indijski leopard. Kaziranga je bil leta 2006 razglašen za rezervat tigrov in ima največjo gostoto tigrov na svetu (1 na 5 km²), po zadnjem popisu pa 118 osebkov. Druge mačke so džungelska mačka (Felis chaus), ribiška tigrasta mačka (Prionailurus viverrinus) in bengalska mačka (Prionailurus bengalensis). To je tudi edino mesto v Indiji in na svetu, kjer so v divjini opazili zlatega tigra (tiger z barvnimi spremembami, ki jih povzroča recesivni gen).
Mali sesalci so asamski zajec (Caprolagus hispidus), indijski sivi mungos (Urva edwardsii), mali indijski mungos (Urva auropunctata), velika indijska cibetovka (Viverra zibetha), mala indijska cibetovka (Viverricula indica), bengalska lisica (Vulpes bengalensis), evrazijski šakal, šobar (Melursus ursinus), kitajski pasavec (Manis pentadactyla), indijski pasavec (Manis crassicaudata), veliki prašičji jazbec (Arctonyx collaris), kitajski dihur (Melogale moschata) in barvna leteča veverica (Hylopetes alboniger). Devet od 14 vrst primatov, najdenih v Indiji, je v parku. Izstopajoči med njimi so asamski makak (Macaca assamensis), kapičasti langur (Trachypithecus pileatus) in zlati langur (Trachypithecus geei) ter edina opica, najdena v Indiji, hoolock gibon. Reke Kaziranga so tudi dom ogroženega gangeškega delfina (Platanista gangetica).
Birdlife International je Kazirango označil za pomembno območje za ptice. Je dom številnim pticam selivkam, vodnim pticam, plenilcem, mrhovinarkam in lovskim pticam. Ptice, kot so mala beločela gos (Anser erythropus), kostanjevka (Aythya nyroca), baerjeva raca (Aythya baeri) in sundamarabu (Leptoptilos javanicus), veliki marabu (Leptoptilos dubius), črnovrata štorklja (Ephippiorhynchus asiaticus) in azijska štorklja z odprtim kljunom (Anastomus oscitans), se pozimi selijo iz Srednje Azije v park. Med rečne ptice sodijo veliki vodomec (Alcedo hercules), belotrebušna čaplja (Ardea insignis), dalmatinski pelikan (Pelecanus crispus), kodrasti pelikan (Pelecanus philippensis), Nordmannova zelenka (Tringa guttifer) in črnotrebuša čigra (Sterna acuticauda). Ptice roparice so kraljevi orel, veliki klinkač, belorepec, Pallasov morski orel (Haliaeetus leucoryphus), sivoglavi ribji orel (Icthyophaga ichthyaetus) in južna postovka.
Kaziranga je bil nekoč dom sedmim vrstam jastrebov, vendar je populacija jastrebov skoraj izumrla, domnevno zaradi prehranjevanja z živalskimi trupli, ki so vsebovala zdravilo diklofenak. Preživeli so le indijski jastreb (Gyps indicus), vitkokljuni jastreb (Gyps tenuirostris) in sajasti plešec (Gyps bengalensis). Med lovske ptice spadajo močvirski jereb (Ortygornis gularis), bengalski florican (Houbaropsis bengalensis) in svetloglavi golob (Columba punicea).
Druge družine ptic, ki naseljujejo Kazirango so veliki kljunorožec (Buceros bicornis) in kljunorožec (Rhyticeros undulatus), timalije starega sveta (Timaliidae), kot so Chrysomma altirostre in Pellorneum palustre, ptice tkalci, kot je navadni tkalec Ploceus philippinus, Finov tkalec (Ploceus megarhynchus), ogrožene ptice kot je Saxicola insignis in penice starega sveta, kot je Schoenicola striatus. Druge ogrožene vrste so papagaj Paradoxornis flavirostris in Laticilla burnesii.
V parku živita dve največji kači na svetu, mrežasti piton (Malayopython reticulatus) in indijski piton (Python molurus), ter najdaljša strupena kača na svetu, kraljeva kobra (Ophiophagus hannah). Druge kače, ki jih najdemo tukaj, so naočarka (Naja naja), enokrilna kobra (Naja kaouthia), Russellov gad (Daboia russelii) in navadni krait (Bungarus caeruleus). Vrste kuščarjev, ki jih najdemo v parku so bengalski varan in azijski varan. Drugi plazilci vključujejo petnajst vrst želv, kot je endemična asamska krovasta želva (Pangshura sylhetensis) in ena vrsta želve, azijska gozdna želva (Manouria emys). Na tem območju najdemo 42 vrst rib, vključno napihovalke (Tetraodon).

## Rastlinstvo
V tem parku obstajajo štiri glavne vrste vegetacije. To so aluvialna poplavna travišča, aluvialni savanski gozdovi, tropski vlažni mešani listopadni gozdovi in tropski polzimzeleni gozdovi. Na podlagi podatkov Landsat za leto 1986 je odstotek pokritosti z vegetacijo: visoke trave 41 %, nizke trave 11 %, odprta džungla 29 %, močvirja 4 %, reke in vodna telesa 8 % in pesek 6 %.
Med vzhodnim in zahodnim delom parka je razlika v nadmorski višini, pri čemer je zahodna stran na nižji nadmorski višini. V zahodnem delu parka prevladujejo travišča. Visoko slonjo travo najdemo na višjih območjih, medtem ko nizke trave pokrivajo nižja tla, ki obkrožajo bele ali ribnike, ustvarjene s poplavami. Letne poplave, paša rastlinojedih živali in nadzorovano sežiganje ohranjajo in gnojijo travišča in trstičevje. Običajne visoke trave so divji sladkorni trs (Saccharum spontaneum), srebrolaska (Imperata cylindrica), navadni trstikovec (Arundo donax) in trstičevje. Poleg trav so prisotne tudi številne travnate rastline. Sredi trav, ki zagotavljajo pokrov in senco, so razpršena drevesa – prevladujoče vrste, vključno s Careya arborea, amlo (Phyllanthus emblica), (v savanskih gozdovih) bombaževcem (Bombax ceiba) in slonovim jabolkom (Dillenia indica ) (na poplavljenih travnikih).
V gostih zimzelenih gozdovih v bližini Kančandžhuri, Panbari in Tamulipathar rastejo drevesa, kot so Aphanamixis polystachya, Talauma hodgsonii, slonje jabolko (Dillenia indica), Garcinia tinctoria, Ficus rumphii, Cinnamomum bejolghota in vrste Syzygium. Tropski pol-zimzeleni gozdovi so prisotni v bližini Bagurija, Bimalija in Haldibarija. Pogosta drevesa in grmi so Albizia procera, Duabanga grandiflora, banaba (Lagerstroemia speciosa), Crateva unilocularis, Sterculia urens, Grewia serrulata, Mallotus philippensis, Bridelia retusa, Aphania rubra, Leea indica in Leea umbraculifera.
V jezerih in ribnikih ter ob rečnih bregovih je veliko različnih vodnih rastlin. Invazivna vodna hijacinta je zelo pogosta, pogosto zaduši vodna telesa, vendar se ob uničujočih poplavah očisti. Drugo invazivno vrsto, Mimosa invisa, ki je strupena za rastlinojede živali, je leta 2005 odstranilo osebje Kaziranga s pomočjo Wildlife Trust of India.

## Upravljanje
Oddelek za divje živali oddelka za gozdove vlade Asama s sedežem v Bokakhatu je odgovoren za administracijo in upravljanje Kaziranga. Upravni vodja parka je direktor, ki je glavni konzervator parka Referent na ravni gozdov. Oddelčni gozdni uradnik je upravni vodja parka. Pomagata mu dva častnika s činom pomočnika gozdnega konservatorja. Območje parka je razdeljeno na pet območij, ki jih nadzirajo gozdni uradniki območja. Pet območij je Burapahar (povelje: Ghorakati), zahodno (povelje: Baguri), osrednje (povelje: Kohora), vzhodno ( HQ: Agaratoli) in Severni (HQ: Bisvanath). Vsako območje je nadalje razdeljeno na enote, ki jih vodi gozdar, in enote, ki jih vodi gozdni čuvaj. Uradna spletna stran parka je .
Park prejema finančno pomoč od državne vlade ter ministrstva za okolje, gozdove in podnebne spremembe indijske vlade v okviru različnih načrtovanih in nenačrtovanih proračunov. Centralna vlada prejme dodatna sredstva v okviru projekta Elephant. V letih 1997–1998 je bila v okviru sheme tehničnega sodelovanja za krepitev varnosti od Sklada za svetovno dediščino prejeta nepovratna sredstva v višini 100.000 USD. Dodatna sredstva prejmejo tudi nacionalne in mednarodne nevladne organizacije.

## Vodenje ohranjanja
Narodni park Kaziranga je dobil največjo možno zaščito v skladu z indijsko zakonodajo o ohranjanju divjih živali. Za zaščito prostoživečih živali v parku so bili sprejeti različni zakoni, ki segajo od uredbe o gozdovih Asam iz leta 1891 in zakona o ohranjanju biotske raznovrstnosti iz leta 2002. Dejavnosti divjega lova, zlasti nosorogov zaradi njihovih rogov, je bila velika skrb oblasti. Med letoma 1980 in 2005 so divji lovci ulovili 567 nosorogov. Po trendu upadanja zadnjih nekaj let so leta 2007 lovci ubili 18 indijskih nosorogov. Poročila kažejo, da obstajajo povezave med temi lovskimi dejavnostmi in financiranjem terorističnih organizacij. Toda teh v kasnejših letih ni bilo mogoče utemeljiti. Preventivni ukrepi, kot so gradnja taborov proti divjemu lovu in vzdrževanje obstoječih, patruljiranje, zbiranje obveščevalnih podatkov in nadzor nad uporabo strelnega orožja v okolici parka, so zmanjšali število žrtev. Od leta 2013 je park uporabljal kamere na dronih, ki jih nadzorujejo varnostniki, da bi zaščitili nosoroga pred oboroženimi divjimi lovci.
Večletne poplave in močno deževje so povzročili pogin divjih živali in škodo na ohranitveni infrastrukturi. Da bi pobegnile iz vodnih območij, se številne živali selijo v dvignjene predele zunaj meja parka, kjer so dovzetne za lov, jih povozijo prehitra vozila ali pa se jih vaščani maščujejo, ker poškodujejo njihove pridelke. Oblasti so povečale patrulje, kupile dodatne gliserje za patruljo in ustvarile umetno visokogorje za zatočišče. Več koridorjev je bilo vzpostavljenih za varen prehod živali čez državno cesto–37, ki se vije okoli južne meje parka. Za preprečevanje širjenja bolezni in ohranjanje genetske posebnosti divje vrste, sistematični ukrepi občasno se izvajajo imunizacija živine v okoliških vaseh in ograjevanje občutljivih območij parka, ki so dovzetna za posege lokalnega goveda.
Onesnaženje vode zaradi odtekanja pesticidov iz čajnih vrtov in odtekanja iz rafinerije nafte v Numaligarhu predstavlja nevarnost za ekologijo regije. Invazivne vrste, kot sta mimoza in divja vrtnica, so predstavljala grožnjo avtohtonim rastlinam v regiji. Za nadzor rasti in obsevanja invazivnih vrst se v rednih časovnih presledkih izvajajo raziskave o bioloških metodah za zatiranje plevelov, ročno izkoreninjenje in pletje pred usedanjem semen. Tehnike upravljanja travinja, kot je nadzorovano sežiganje, se izvajajo vsako leto, da se prepreči gozdni požari.